# Atramentowa krew
Atramentowa krew (tyt. oryg. niem. Tintenblut) – druga część młodzieżowej trylogii fantastycznej o Atramentowym świecie niemieckiej pisarki Cornelii Funke. 
Opisuje dalsze losy Meggie, jej ojca, matki oraz Smolipalucha i Farida.

## Fabuła
Od czasu wydarzeń opisanych w Atramentowym sercu minął rok. Smolipaluch tęskni za światem powieści, z której przybył. Kiedy spotyka lektora, Orfeusza, obdarzonego takimi zdolnościami jak Meggie i Mo, płaci mu, by przeniósł jego i Farida, jego ucznia, do Atramentowego Świata. Niestety, zdradliwy lektor czytając słowa mające przenieść ich do Nieprzebytego Lasu, omija fragment mówiący o chłopcu i wysyła do powieści jedynie Smolipalucha. Farid zostaje razem z książką, którą jednak odbiera mu Basta. Zrozpaczony Farid udaje się na poszukiwanie Meggie, by ostrzec ją i jej rodzinę przed ludźmi Capricorna, a także by prosić ją o pomoc w przedostaniu się do książki. Dziewczyna zgadza się, lecz pod warunkiem, że wraz z chłopcem przeniesie się do świata powieści. Za pomocą lekko przerobionych słów Orfeusza i cudownego głosu Meggie udaje im się. W Atramentowym Świecie spotykają Fenoglia, autora Atramentowego serca, który żyje obecnie w świecie swojej powieści. Tłumaczy dzieciom, że historia zaczęła pisać się sama, a jej zakończenie może nie być zbyt wesołe. Dziewczyna za pomocą słów napisanych przez Fenoglia i siły własnego głosu ratuje ojca, którego postrzeliła Mortola, która dzięki Orfeuszowi także trafia do Atramentowego Świata. Razem z nią pojawia się tam Basta. To także Orfeusz umieścił Mo i Resę w świecie powieści. Mo i resztę ludzi z Tajnego Obozu, w tym Resę, porywają pancerni Żmijogłowego. Teraz ocalić sytuację są w stanie jedynie słowa Fenoglia oraz głos i spryt Meggie.